# Snowboard-Bindung-Drehplatte
Drehplatten für Snowboard-Bindungen wurden entwickelt, um die Drehkräfte aufzuheben, welche auftreten, wenn ein Snowboardfahrer einen Fuß aus der Bindung und einen auf dem Snowboard fixiert hat. Die Drehplatte ermöglicht dem Snowboardfahrer den Fuß in Laufrichtung zu drehen, ohne den Schuh aus der Bindung zu nehmen. In dieser Position kann er sich wie ein Skateboardfahrer vorwärts bewegen.

## Hintergrund
Softboot-Bindungen sind auf dem Snowboard in einem festen Winkel angebracht, welcher in den meisten Fällen den Fuß fast senkrecht zur Fahrtrichtung stellt. Wenn ein Snowboardfahrer das Ende der Piste oder eine flache Stelle erreicht, wird normalerweise ein Fuß (meist der hintere) aus der Bindung genommen, um sich mit diesem vorwärts zu stoßen. Da der Vorderfuß weiterhin in dem voreingestellten Winkel verharrt, wird das Knie verdreht, was zu Schmerzen und Verletzungen führen kann.
Fast jede zehnte Snowboardverletzung tritt beim Warten in der Liftschlange oder beim Ein- und Aussteigen aus dem Lift auf. Snowboardfahrer schieben sich mit dem freien Fuß vorwärts während der andere Fuß (meist der Vorderfuß) weiterhin in der Bindung steckt. Der auftretende Winkel von 45 bis 90 Grad übt eine starke Drehkraft auf das Bein aus und kann bei Sturz zu Knieverletzungen (vor allem Kreuzbandrissen) führen.

## Technik
Die Drehplatte wird zwischen Snowboard und Bindung angebracht bzw. ist bereits in der Bindung integriert. Durch manuelles Lösen eines Sicherheitsmechanismus können die untere (verbunden mit Snowboard) und die obere Platte (verbunden mit Bindung) gegeneinander verdreht werden. Damit lässt sich der Fuß in der Bindung frei drehen und kann in vorher festgelegten Winkeln wieder arretiert werden.